# Аскарова, Сафият Нухбековна
Сафи́ят Нухбе́ковна Аска́рова (1907, Ахты, Дагестан —1955, Москва) — первая киноактриса Дагестана, звезда немого кино.

## Биография
Сафият Аскарова родилась в 1907 году в селении Ахты Самурского округа Дагестанской области. Творческие склонности Сафият прослеживались уже в детстве — она увлекалась музыкой, хореографией, изобразительным искусством. Сафият выросла в творческой семье, её отец Нухбек Аскаров был художником Ахтынского театра. Родным братом был основатель дагестанского скульптурного искусства, Хасбулат Аскар-Сарыджа. Другой брат, Бейбулат Аскаров занимался художественным оформлением спектаклей, изготавливал декорации, стал впоследствии режиссёром, директором азербайджанской студии кинохроники. Третий брат, Асланбей был долгие годы кинооператором Мосфильма. Сестра Саррет тоже была актрисой. Её дед Алискер шил театральные костюмы. В 1914 году Сафият вместе с тётей Саяд сыграли женские роли в спектаклях «Молодость» и «Первый винокур», из-за чего была вынуждена покинуть родное селение под давлением консервативного общественного мнения. В 1925 году, находясь в гостях у брата Хасбулата в Махачкале, Сафият встретилась с киногруппой Ленинградской кинофабрики, которая собиралась снимать киноповесть «Под властью адата» по сценарию казахского писателя Абая Кунанбаева. Встреча оказалась судьбоносной для Сафият, предопределившей её первую профессиональную роль в кино. Сыграть роль в фильме предложил режиссёр киногруппы В. Касьянов. Игра Сафият Аскаровой в этом фильме произвела впечатление на режиссёра Юрия Тарича, который пригласил её в Москву на съемки. Благодаря этому состоялась её яркая роль в фильме «Крылья холопа» («Иван Грозный»), привлекшим большое внимание критиков в СССР и за рубежом. В 1938 году Сафият Аскарова серьёзно заболела и перестала сниматься в кино. С 1939 года она работала артисткой Московского театра им. Е. Вахтангова. Умерла Сафият Аскарова в 1955 году от тяжёлой болезни. Похоронена в Москве на Ваганьковском кладбище. Была замужем, но детей не было.

## Творчество
Впервые Сафият Аскарова вышла на сцену в 1914 году в театре родного села Ахты. Первую роль в кино сыграла в 1925 году в картине «Под властью адата». Позже, после окончания кинокурсов, Сафият Аскарова стала работать в киностудии Мосфильм.  В 1926 году она снялась в картине Юрия Тарича «Крылья холопа» («Иван Грозный»), где сыграла роль царицы Марии Темрюковны. В 1927 году С. Аскарова снялась в главной роли картины Михаила Авербаха «Чадра», выпущенной киностудией «Узбекфильм». В 1930 году Сафият снялась в фильме «Золотой куст», а в 1931-м в фильме «Первая комсомольская». В сентябре 1934 года, Сафият Аскарова была приглашена для съемок в картине «Заключенные» на тему Беломорстроя. 13 лет своего творчества Сафият Аскарова посвятила немому кино. В годы Великой Отечественной войны она вместе с мужем в составе кинобригады выступала перед воинами Красной Армии на многих участках фронта.

## Интересные факты
Говорят, после просмотра фильма «Чадра» 90 тысяч узбечек сбросили с себя чадру.

## Память
9 апреля 2015 года в Московском доме национальностей состоялся вечер памяти, посвященный известной балерине Большого театра Алле Джалиловой и первой киноактрисе Дагестана, звезде немого кино Сафият Аскаровой. Мероприятие прошло в рамках проекта "Знаменитые женщины Дагестана".